# Lichopřeslen

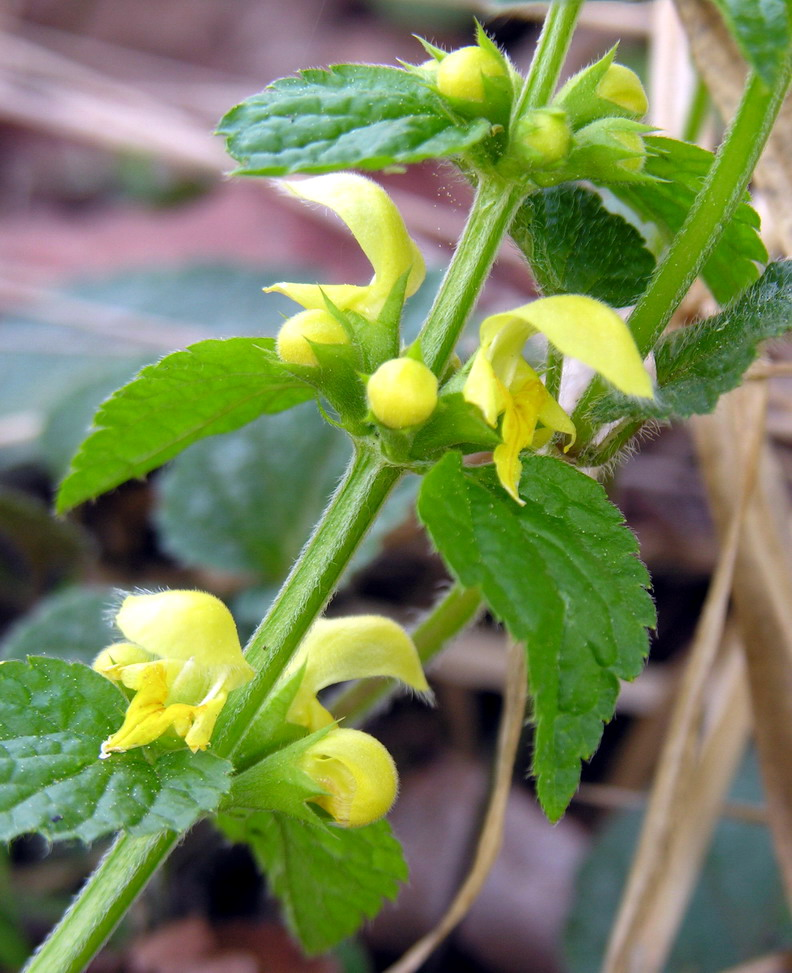
Dobře patrná struktura lichopřeslenů u pitulníku žlutého (Lamium galeobdolon)

Lichopřeslen (nepravý přeslen, lat. verticillastrum) je jednoduché květenství patřící do skupiny vrcholičnatých, tedy sympodiálně větvených květenství a nacházející se typicky u čeledi hluchavkovitých. Vrcholičnatá květenství se vyznačují tím, že vřeteno (pokračování stonku v květenství) vyrůstá tak zkráceno, že ho boční větve přerůstají. Lichopřeslen je pak druh obvykle dvojramenného vrcholíku, složeného ze dvou zkrácených vidlanů, které vyrůstají naproti sobě z paždí vstřícných listenů. Tvoří tak zdánlivý přeslen (tj. vyrůstá 3 nebo více listů nebo květů jakoby z jednoho místa).
Lichopřeslen je dílčím květenstvím, které je u rostliny dále uspořádáno do celkového složeného květenství, obvykle thyrsu – jím může být například lichoklas lichopřeslenů (úzce stažené lichopřesleny nahloučené na vrcholu lodyhy), hrozen či lata vzájemně oddálených lichopřeslenů a tak podobně.